# Rastignac ou les Ambitieux
Pour les articles homonymes, voir Rastignac.
Rastignac ou les Ambitieux est une mini-série française en quatre épisodes de 90 minutes, créée par Ève de Castro et Natalie Carter, très librement inspirée de l'œuvre d'Honoré de Balzac, réalisée par Alain Tasma qui est diffusée en février et mars 2001 sur France 2.

## Fiche technique
- Titre : Rastignac ou les Ambitieux
- Réalisation : Alain Tasma
- Image : Roger Dorieu
- Scénario : Ève de Castro et Natalie Carter, sur une idée de Christine Sautter d'après Honoré de Balzac
- Musique : Christophe Boutin
- Photographie : Roger Durieux
- Son Michel Kharat
- Montage : Marie-Sophie Dubus et Martine Barraqué
- Décors : Patrick Valverde
- Costumes : Olga Pelletier
- Production : Serge Moati
- Genre : drame
- Pays :  France
- Durée :
- Date de diffusion :
  - 26 février 2001 sur France 2

## Distribution
- Jocelyn Quivrin : Eugène de Rastignac
- Flannan Obé : Lucien de Rubempré
- Alika Del Sol : Elsa
- Zabou Breitman : Diane de Langeais
- Jean-Pierre Cassel : Vautrin
- Michel Aumont : monsieur de Rastignac
- Catherine Ferran : madame de Rastignac
- Sophie Broustal : Margaux
- Jacky Nercessian : Simoun
- Luis Rego : monsieur Albert
- Annie Grégorio : Zoé
- Christiane Cohendy : madame de Rubempré
- Philippe Polet : Martino
- Warren Jacquin : Eugène à 12 ans
- Guillaume Lefort : Lucien à 11 ans
- Tassadit Mandi : Aïcha
- Jean Dell : Labri
- Luc Palun : Marcel Régie
- Adrienne Pauly : Céline
- Élodie Bollée : Julie
- Ambre Boukebza : Ambre
- Réginald Huguenin : Lourteau
- Patrice Juiff : Ménard
- Roland Bertin : Chenu
- Jean-Jacques Levessier : Lawrence
- Delphine Serina: Allegra
- Damien Mauffrey : Gaël
- Patrick Lambert : le plombier
- Martine Vandeville : la mère de Gaël
- Philippe Morier-Genoud : Fréchier Venel
- François Levantal : monsieur de Langeais
- Victor Wagner : Séchard
- Jean-Marie Juan : le lieutenant Gérard
- Hélène Duc : la vieille dame
- Delphine Rollin : Elvire
- Julie Delarme : Macha
- Yann Babilée : Serisy
- Toinette Laquière : Victoire Sérisy
- Marie-France Santon : Éliane Sérisy
- Georges Neri : le conseiller général